# (5353) 1989 YT
(5353) 1989 YT (1989 YT, 1931 RE1, 1968 QB) — астероїд головного поясу.
Тіссеранів параметр щодо Юпітера — 3,368.